# Valeri Zaloujny
Valeri Fedorovytch Zaloujny (en ukrainien : Валерій Федорович Залужний), né le 8 juillet 1973 à Zviahel, est un diplomate et militaire ukrainien. 
Il est général et fut commandant en chef des forces armées d'Ukraine du 27 juillet 2021 au 8 février 2024 et, à ce titre, membre du Conseil de défense et de sécurité nationale d'Ukraine pour la même période.
Depuis le 7 mars 2024, il est ambassadeur d'Ukraine au Royaume-Uni.

## Biographie

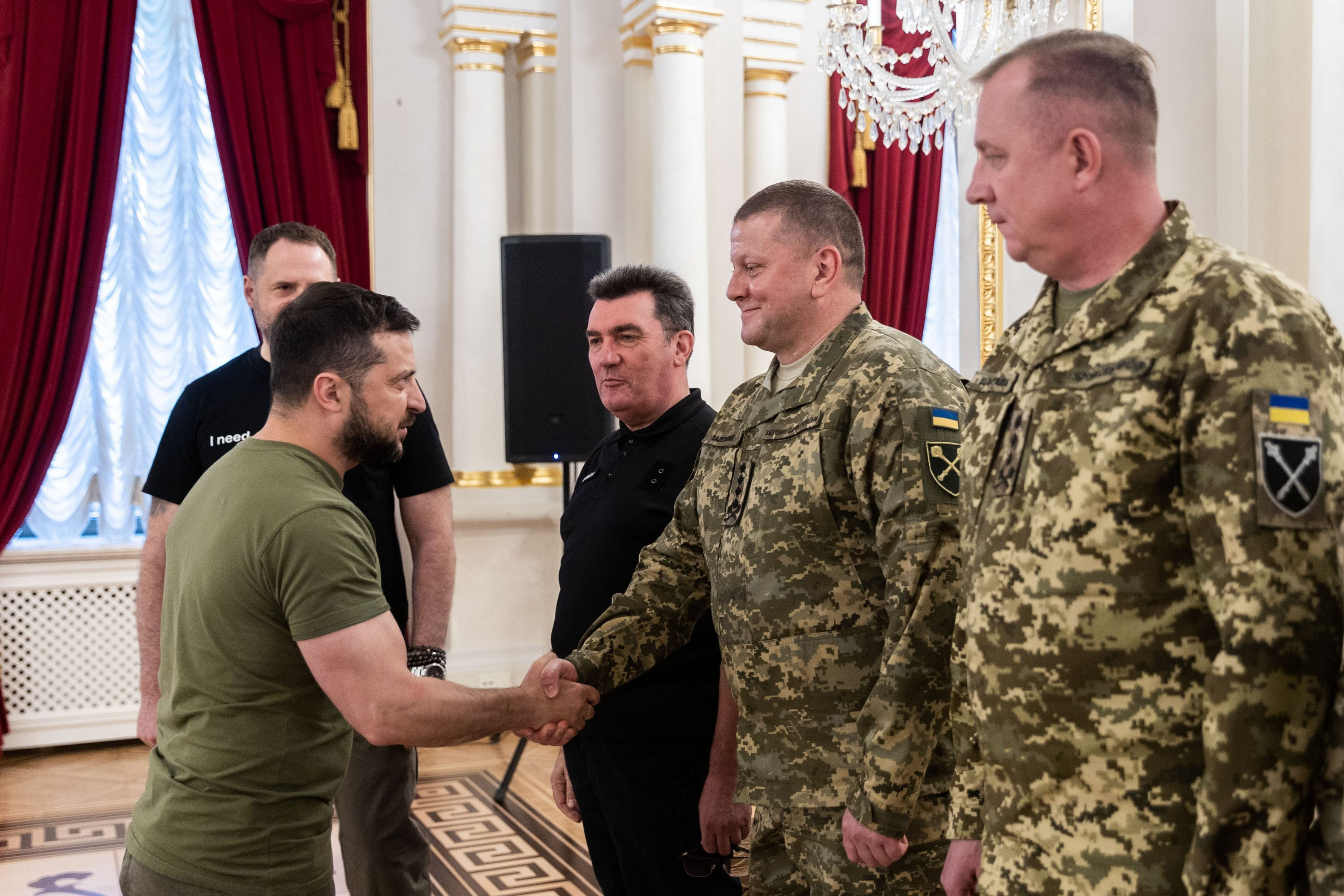
Le président Zelensky accueille le général Zaloujny.

En 2005, il entre à l'Académie nationale de défense de l'Ukraine. En 2007, il obtient son diplôme avec distinction, et est nommé chef d'état-major et premier commandant adjoint de la 24e brigade mécanisée séparée à Yavoriv, dans l'oblast de Lviv. Il occupe ce poste pendant deux ans et demi.
Par décision du chef d'état-major général des forces armées ukrainiennes du 13 octobre 2009, il est nommé commandant de la 51e brigade mécanisée distincte. Il occupe ce poste jusqu'en 2012.
En 2017, il est chef d'état-major et premier commandant adjoint du Commandement opérationnel ouest.
En 2018, Valeri Zaloujny est chef d'état-major opérationnel conjoint des forces armées ukrainiennes, premier commandant adjoint des forces conjointes.
Le 9 décembre 2019, il est nommé commandant du Commandement opérationnel nord.
Le 27 juillet 2021, le président ukrainien Volodymyr Zelensky nomme Valeri Zaloujny commandant en chef des forces armées ukrainiennes,,. Il remplace Rouslan Khomtchak à ce poste,. Le lendemain, il est nommé membre du Conseil national de sécurité et de défense de l'Ukraine.
En février 2024, il est remplacé à la tête des forces armées par Oleksandr Syrsky, après l'échec d'une contre-offensive dans la guerre contre la Russie et alors que des tensions se font sentir avec le président Zelensky.
Le 7 mars 2024, Valery Zaloujny est nommé au poste d'ambassadeur extraordinaire et plénipotentiaire de l'Ukraine auprès du Royaume-Uni.
Il est connu comme l'un des généraux les plus ouverts et montrant le plus d'empathie pour les soldats et les officiers subalternes. Représentant des officiers supérieurs ukrainiens et participant aux hostilités dans le Donbass, il n'a pas servi en URSS, et a une attitude positive à l'égard du renouvellement du personnel par les jeunes et de l'abandon des pratiques soviétiques. L'une de ses premières mesures au pouvoir a été de permettre aux militaires du front d'ouvrir le feu en réponse aux occupants sans le consentement de la haute direction et d'éliminer la nécessité pour les militaires de remplir des documents jugés inutiles.
Le 14 août 2024, un article du Wall Street Journal, basé sur les déclarations des participants à l'opération du sabotage des gazoducs Nord Stream, soutient que Volodymyr Zelensky qui avait initialement accepté le plan d’action, l’avait ensuite annulé. Selon le quotidien, Valeri Zaloujny, dont l'action relevait de la compétence, aurait ignoré cet ordre et son équipe aurait modifié le plan initial,,. Le gouvernement de Kiev continue de démentir toute implication de l’Ukraine dans les explosions de Nord Stream,.

## Positions
Concernant ses priorités en tant que commandant en chef Valeri Zaloujny déclare devant un comité des Forces armées de l'Ukraine, en juillet 2021 :
« Загальний курс на реформування Збройних Сил України відповідно до принципів і стандартів НАТО залишається незворотним. І ключове тут — принципи. Зміни мають відбутися перш за все у світогляді і ставленні до людей. Я б хотів, щоб ви повернулися обличчям до людей, до своїх підлеглих. Моє ставлення до людей не змінювалося протягом всієї моєї служби. »
— Valeri Zaloujny, 

« Le cours global de la réforme des forces armées ukrainiennes conformément aux principes et normes de l'OTAN reste irréversible. Et la clé ici, ce sont les principes. Les changements doivent avoir lieu principalement dans la vision du monde et l'attitude envers les gens. Je voudrais que vous tourniez votre visage vers le peuple, vers vos subordonnés. Mon attitude envers les gens n'a pas changé tout au long de mon service. »
— Traduction de Wikipédia, 
Dans les colonnes du magazine américain Time, en septembre 2022, il réaffirme qu’il n’y a pas de retour à l’armée ukrainienne de 2013. Il se dit cependant respectueux et admiratif des institutions de ses homologues russes et assume une importante inspiration chez Valeri Guerassimov :
« I was raised on Russian military doctrine, and I still think that the science of war is all located in Russia. […] I learned from Gerasimov. I read everything he ever wrote… He is the smartest of men, and my expectations of him were enormous. »
— Valeri Zaloujny, 

« J’ai été élevé dans la doctrine militaire russe, et je pense toujours que la science de la guerre est entièrement située en Russie. […] J’ai appris de Guerassimov. J’ai lu tout ce qu’il a écrit… C’est le plus intelligent des hommes, et mes attentes à son égard étaient énormes. »
— Traduction de Wikipédia, 

## Grades militaires

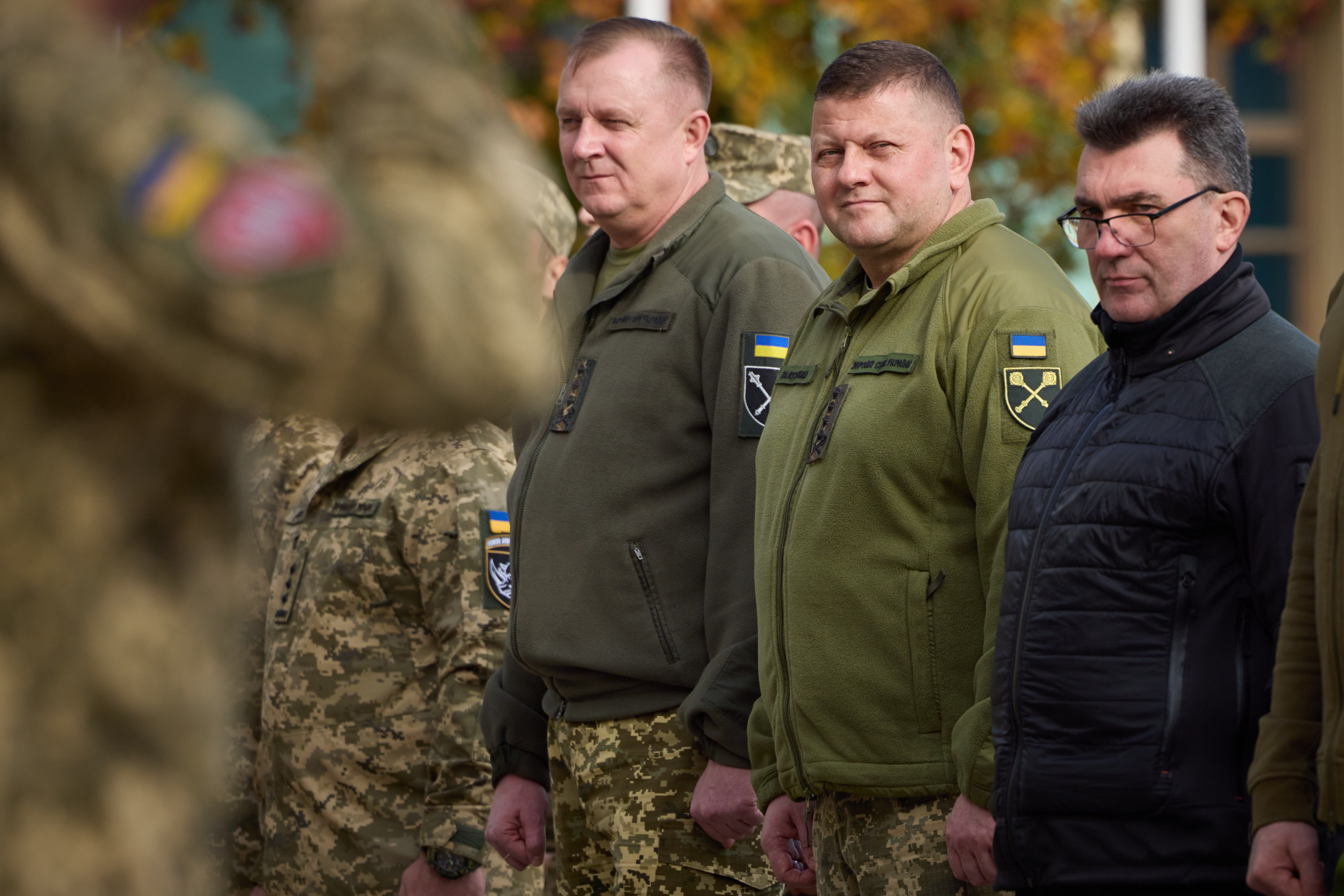
En 2022 lors de la Journée des défenseurs et défenseuses de l'Ukraine avec Serhiy Chaptala et Oleksiy Danilov.

- Major-général (23 août 2017)[6]
- Général (5 mars 2022)[27]

## Notices et liens externes
- Ressource relative à l'audiovisuel :   - IMDb
- Notices d'autorité :   - VIAF
  - LCCN
  - GND
  - Pologne
  - Tchéquie
  - WorldCat